# The Age of Consent (album)
The Age of Consent è il primo album del gruppo musicale britannico Bronski Beat, pubblicato nel 1984 dalla London Records. Si piazzò alla quarta posizione nei Paesi Bassi, in Germania e nel Regno Unito, in quinta in Nuova Zelanda e settima in Svizzera e Canada.

## Il disco
Il concetto proposto dal titolo, l'età del consenso, si riferisce alla situazione degli omosessuali britannici all'epoca: un'età del consenso più elevata (nel Regno Unito all'epoca di 21 anni) rispetto a quella richiesta per i rapporti eterosessuali.
La copertina riporta il titolo in lettere maiuscole su sfondo nero, al di sopra di alcune forme geometriche tra le quali un triangolo rosa, simbolo del movimento di liberazione omosessuale.

## Brani
Buona parte dei brani tratta – del tutto o in parte – la tematica della condizione e della liberazione gay: è il caso ad esempio del singolo Why?, il cui testo affronta la violenza omofobica. L'altro singolo, Smalltown Boy, divenne un successo mondiale: il testo parla della necessità, per un giovane omosessuale di un piccolo centro, di abbandonare casa e famiglia per trovare altrove quel rispetto e soprattutto quell'amore che non può trovare "a casa".
La malinconica canzone Love and Money mette in dubbio la moralità del denaro e si conclude con uno struggente duetto tra il sassofono solista e lo squillante canto in falsetto di Jimmy Somerville, timbro vocalico che caratterizza l'intero album. Il brano Junk, caratterizzato da un'elettronica marziale ed aggressiva, è  l'unico pezzo finora cantato da Somerville non nel suo caratteristico falsetto (udibile solo in alcuni vocalizzi in sottofondo) bensì in un insolito timbro baritonale.
L'album contiene anche delle cover: comprende una rivisitazione di un brano dei fratelli Ira e George Gershwin, It Ain't Necessarily So tratto da Porgy and Bess. Viene ripresa anche la celebre I Feel Love, pezzo disco di Donna Summer che conclude l'album.

## Tracce
1. Why? (Jimmy Somerville/ Steinbachek / Bronski) 4:04
2. It Ain't Necessarily So (George Gershwin / Ira Gershwin / DuBose Heyward) 4:43
3. Screaming (Somerville / Steinbachek / Bronski) 4:15
4. No More War (Somerville / Steinbachek / Bronski) 3:55
5. Love and Money (Somerville / Steinbachek / Bronski) 5:07
6. Smalltown Boy (Somerville / Steinbachek / Bronski) 5:02
7. Heatwave (Somerville/ Steinbachek / Bronski) 2:40
8. Junk (Somerville/ Steinbachek / Bronski) 4:17
9. Need a Man Blues (Somerville/ Steinbachek / Bronski) 4:20
10. I Feel Love / Johnny Remember Me (Giorgio Moroder / Bellotte / Donna Summer / Goddard) 5:59

Bonus tracks
1. Smalltown Boy (Full 12" version, Somerville / Steinbachek / Bronski) 9:04
2. Why? (Full 12" version, Somerville / Steinbachek / Bronski) 7:46